# Szekeres Adél
Szekeres Adél (Marosludas, 1946. június 29. –) erdélyi magyar helytörténész.

## Életútja
Középiskolai tanulmányait szülővárosában végezte, Kolozsváron a BBTE Történelem Karán szerzett diplomát 1973-ban. 1964–71 és 1990–2003 között Marosludason (egy ideig a Marosludashoz tartozó Andrássy-telep általános iskolájában) tanított.
Első írása a Népújságban jelent meg; helytörténeti írásokat itt, valamint a sepsiszentgyörgyi Történelmi Magazinban közölt. 1998-ban a Marosludasi Belsőtelep története c. tanulmányával a Magyar Napló III. díját nyerte el. Munkája megjelent A Maros megyei magyarság története II. kötetében (Marosvásárhely, 2001). Buday György történettudós munkásságát a Népújságban (2000. február 2.) ismertette, kezdeményezésére állítottak emléktáblát a tudós szülőházán.

## Díjai
- Ezüstgyopár díj (2000)
- Magyar Arany Érdemkereszt (2018)